# Saison 48 d'Alerte Cobra
Chronologie
Saison 47 Saison 49
Cet article présente le guide des épisodes la quarante-huitième saison de la série télévisée Alerte Cobra.

## Distribution

### Acteurs principaux
- Erdogan Atalay : Sami Gerçan
- Pia Stutzenstein: Victoria « Vicky » Reisinger
- Patrick Kalupa : Roman Kramer
- Gizem Emre : Dana Gerçan Wegner
- Nicolas Wolf : Max Tauber
- Christopher Patten : Marc Schaffrath

### Acteurs récurrents
- Özay Fecht : Selma Gerçan

## Diffusion
En Allemagne, la saison a été diffusée du 29 juillet 2021 au 12 août 2021, sur RTL Television.
En France, la saison est diffusée depuis le 19 juillet 2023 sur NRJ 12.

## Production
Il s'agit de la dernière saison diffusée sous forme d'épisodes de 45 minutes.  

## Épisodes

### Épisode 1: Une douleur silencieuse
- Allemagne : 29 juillet 2021 sur RTL Television
- Suisse : 16 avril 2023 sur RTS Un
- France : 19 juillet 2023 sur NRJ 12

### Épisode 2: Impitoyable
- Allemagne : 29 juillet 2021 sur RTL Television
- Suisse : 16 avril 2023 sur RTS Un
- France : 19 juillet 2023 sur NRJ 12

### Épisode 3: L'envol
- Allemagne : 29 juillet 2021 sur RTL Television
- Suisse : 30 avril 2023 sur RTS Un
- France : 26 juillet 2023 sur NRJ 12

### Épisode 4: Fausse identité
- Allemagne : 5 août 2021 sur RTL Television
- Suisse : 30 avril 2023 sur RTS Un
- France : 26 juillet 2023 sur NRJ 12

### Épisode 5: Voleur volé
- Allemagne : 5 août 2021 sur RTL Television
- Suisse : 7 mai 2023 sur RTS Un
- France : 2 août 2023 sur NRJ12

### Épisode 6: L'ennemi intérieur
- Allemagne : 5 août 2021 sur RTL Television
- Suisse : 7 mai 2023 sur RTS Un
- France : 2 août 2023 sur NRJ12

### Épisode 7: L'équipe 1/2
- Allemagne : 12 août 2021 sur RTL Television
- France : 9 août 2023 sur NRJ12

### Épisode 8: L'équipe 2/2
- Allemagne : 12 août 2021 sur RTL Television
- France : 9 août 2023 sur NRJ12